# Нова Рудня (Чернігівський район)
Нова́ Ру́дня — село в Україні, у Любецькій селищній громаді Чернігівського району Чернігівської області. Населення становить 3 особи. До 2020 орган місцевого самоврядування — Неданчицька сільська рада.
До села прокладена асфальтована дорога від Комарівки і до сусіднього села Левичівка теж є асфальтована дорога. Дороги у задовільному стані на 2021 рік.

## Історія
12 червня 2020 року, відповідно до розпорядження Кабінету Міністрів України № 730-р «Про визначення адміністративних центрів та затвердження територій територіальних громад Чернігівської області», увійшло до складу Любецької селищної громади.
19 липня 2020 року, в результаті адміністративно - територіальної реформи та ліквідації Ріпкинського району, село увійшло до складу Чернігівського району Чернігівської області.
Села практично покинуте, станом на 2021 рік проживало 3 особи. Хоча за радянських часів в селі проживало 46 осіб.

## Галерея

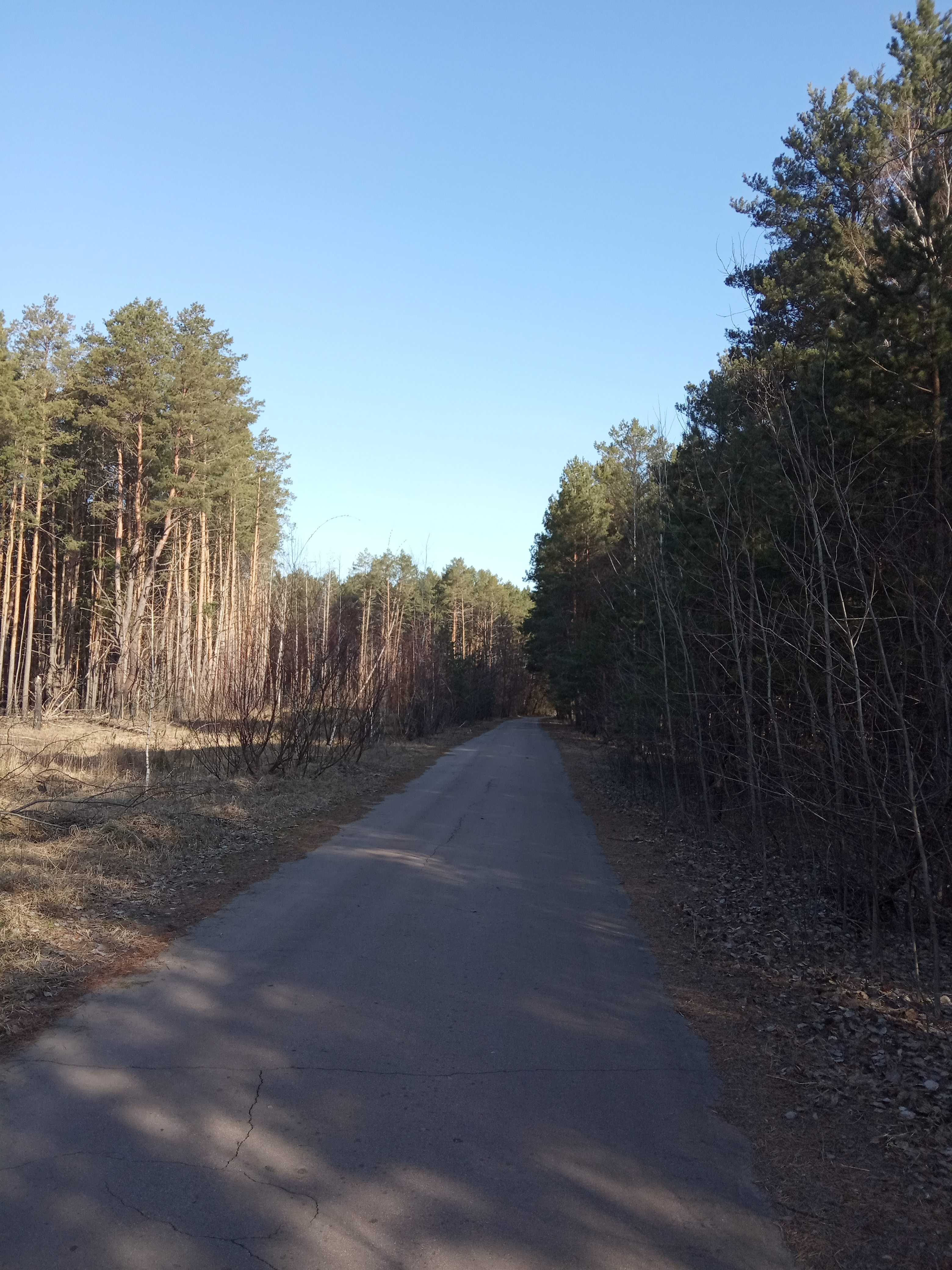
Дорога до села із села Комарівка
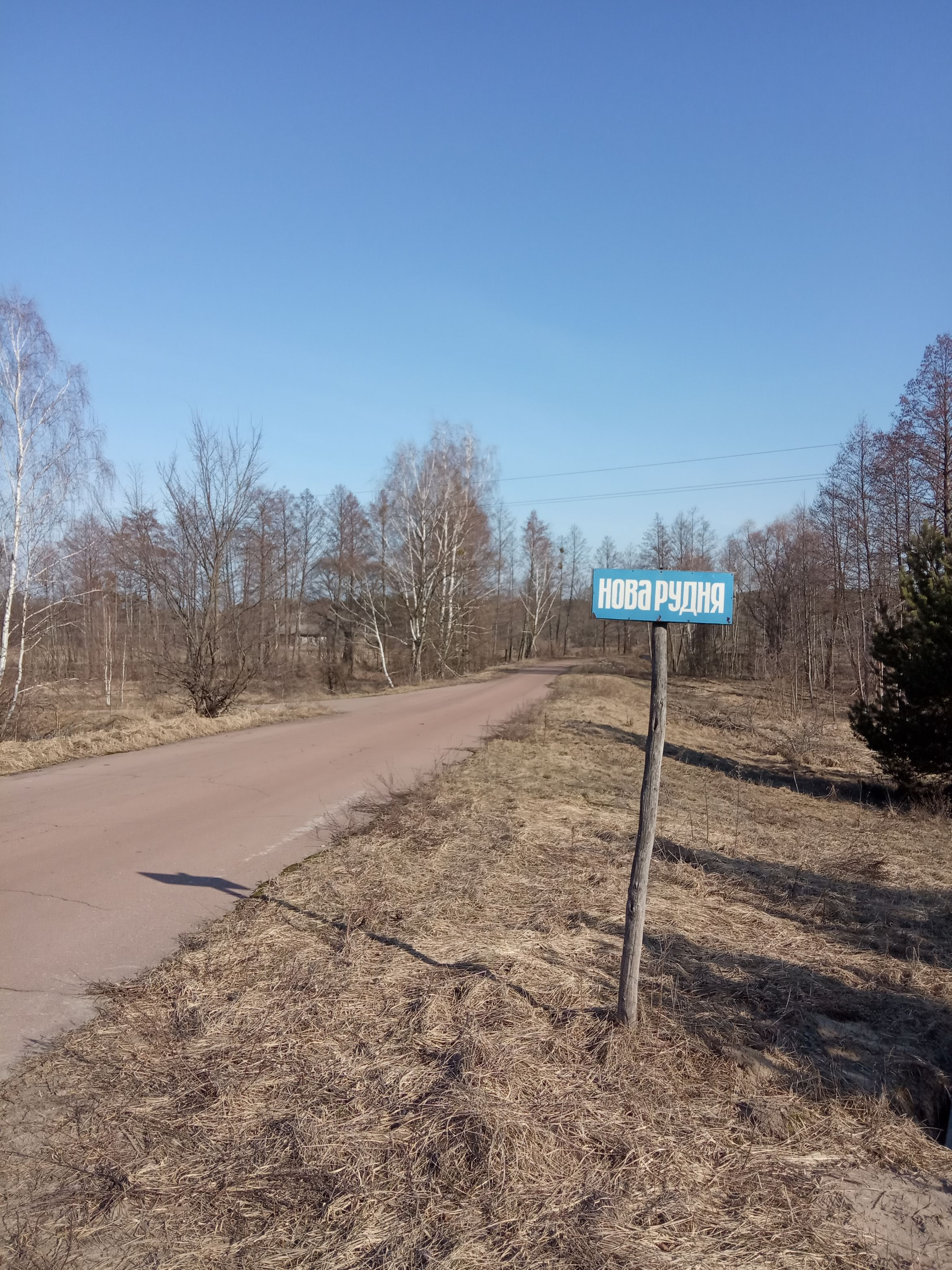
Табличка із назвою села, при в'їзді із боку Комарівки
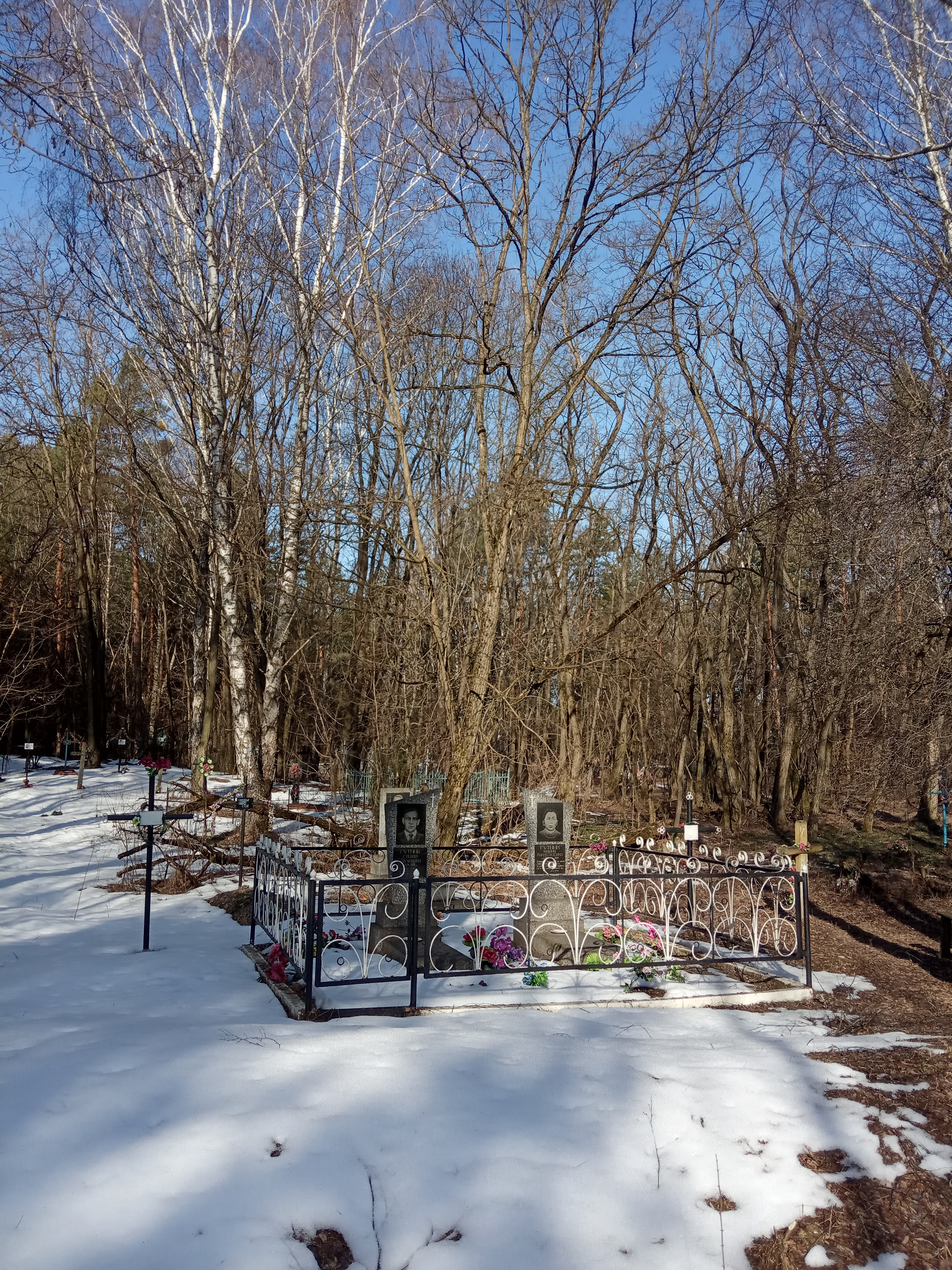
Сільське кладовище
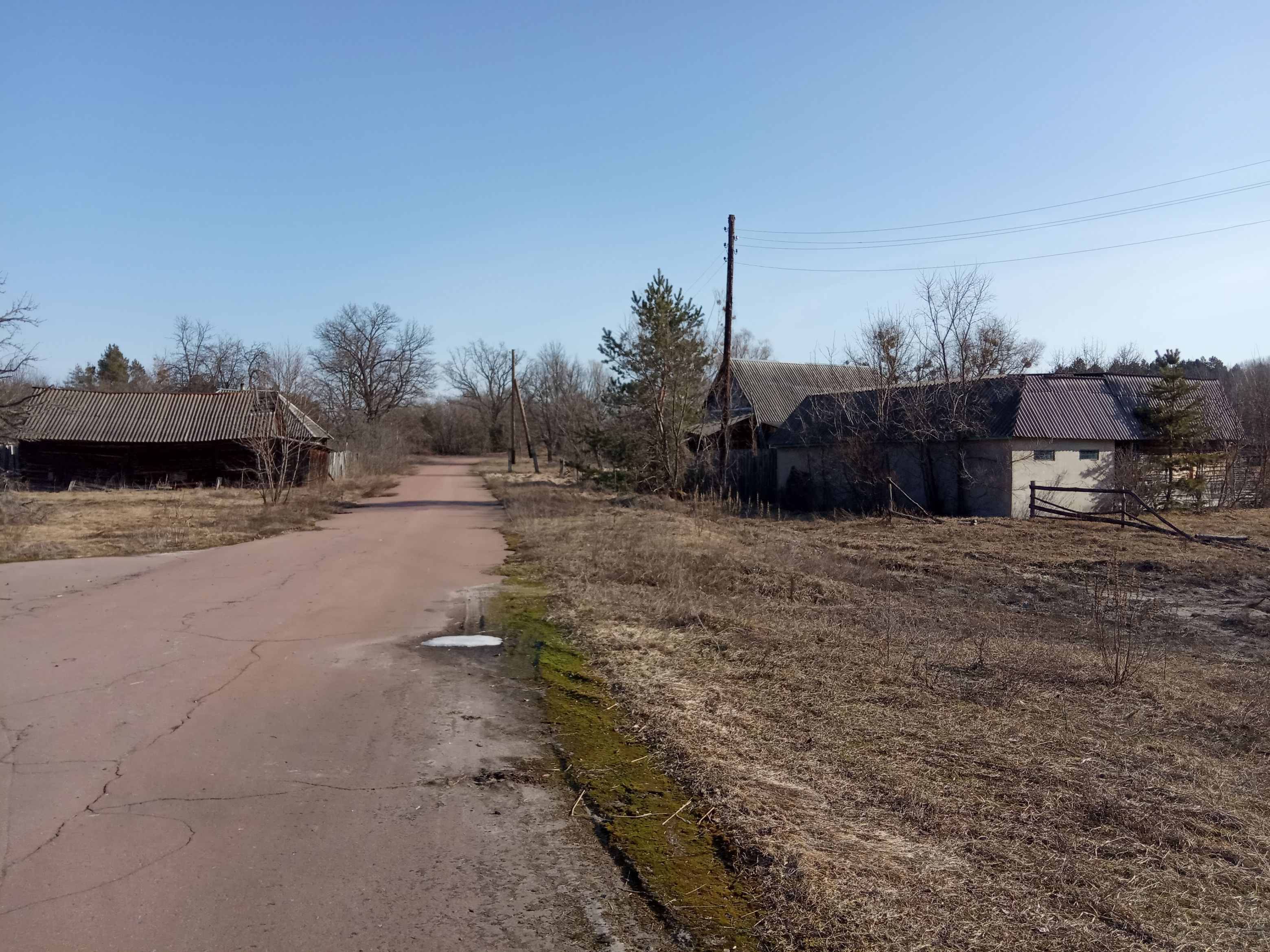
Початок села
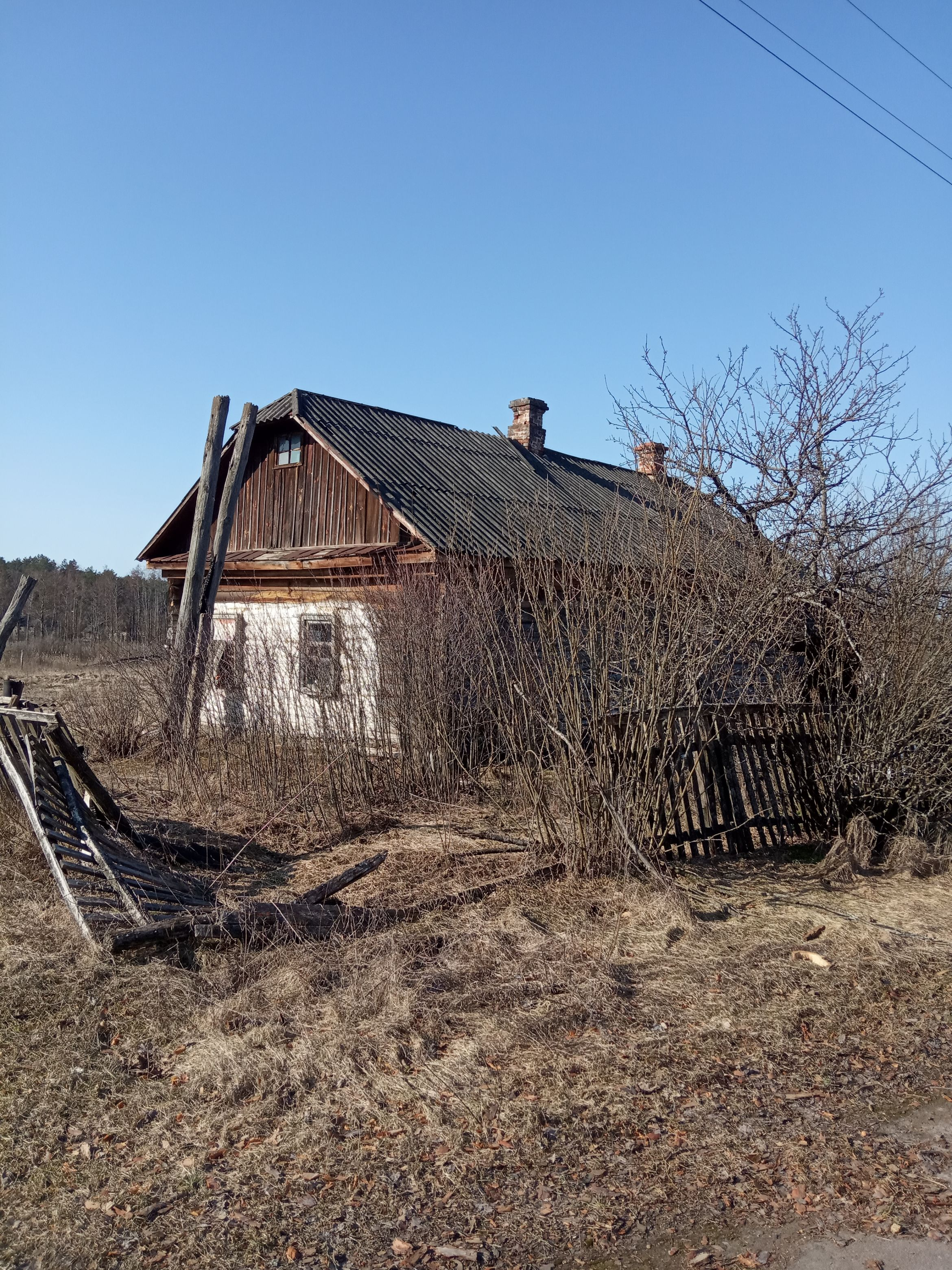
Покинута хата
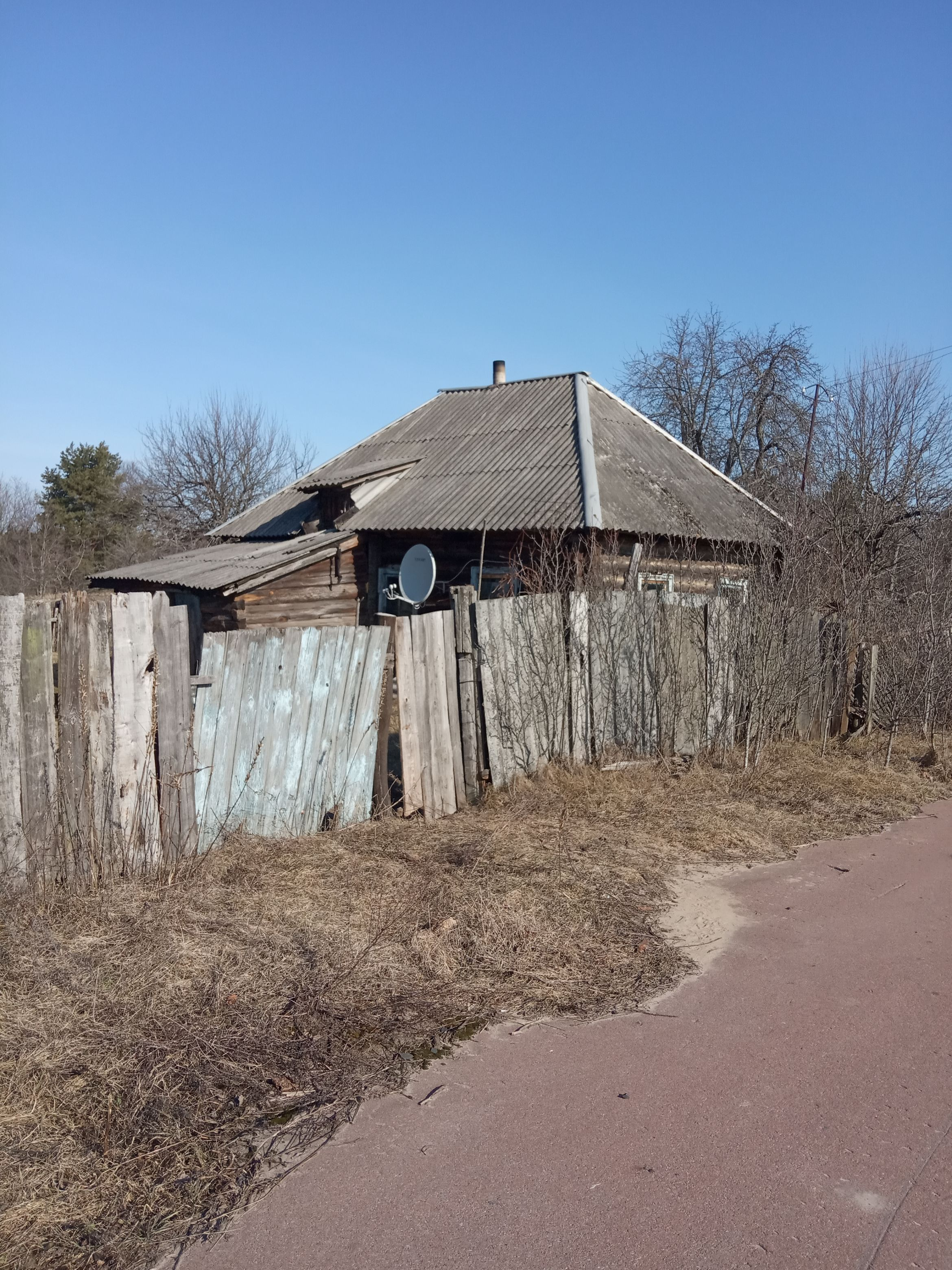
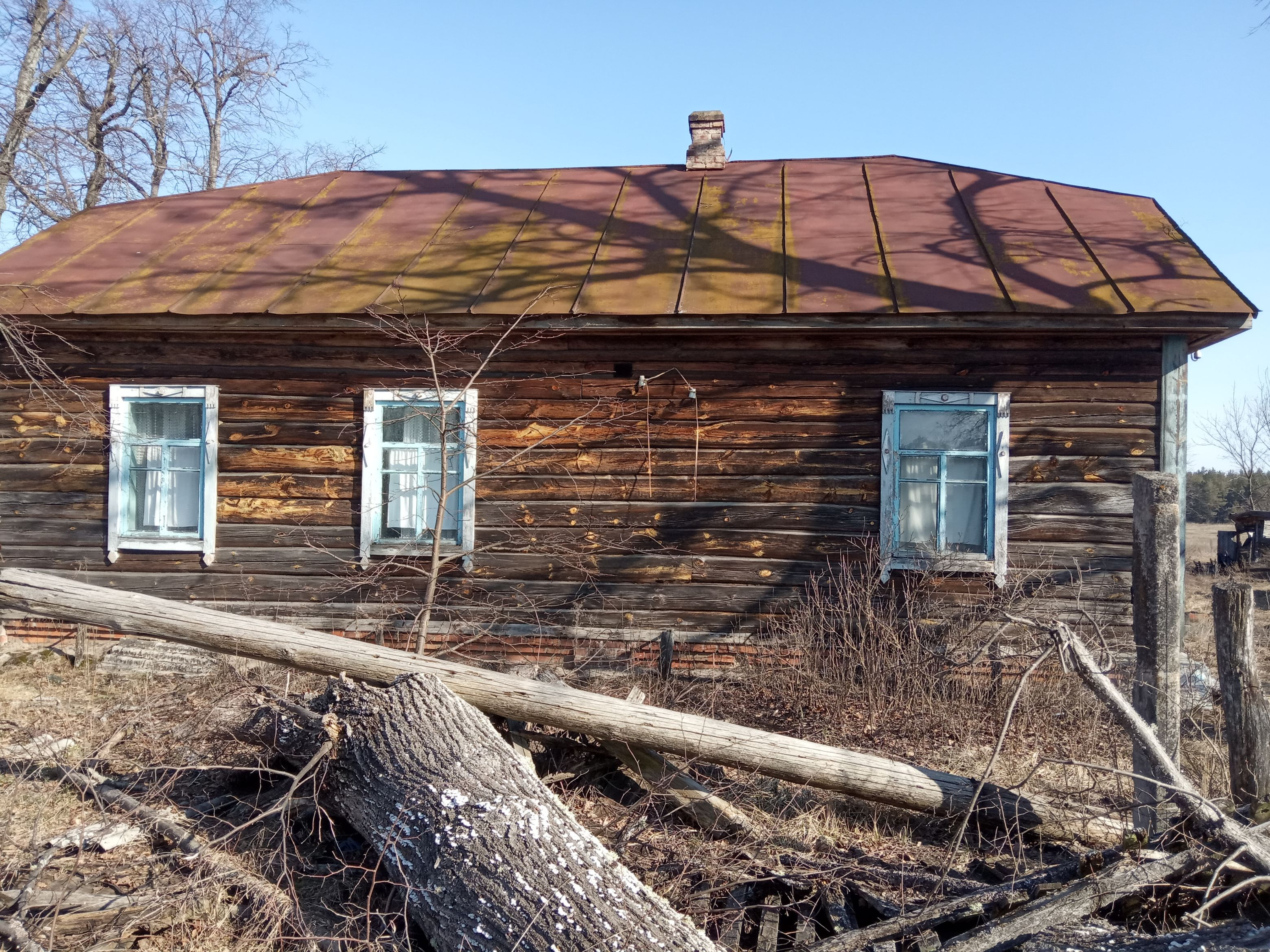
В селі страшний занепад
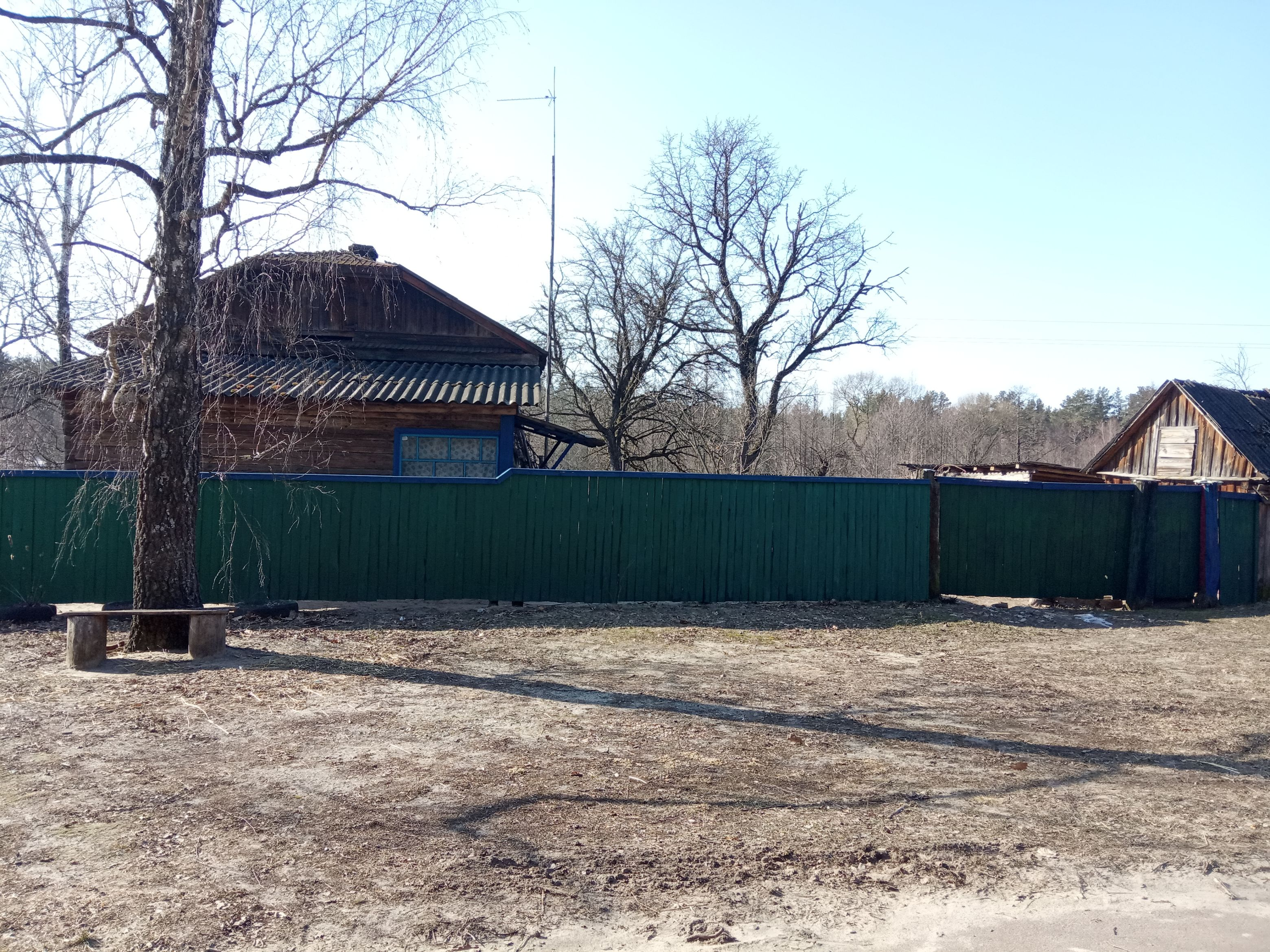
Одна з жилих хат
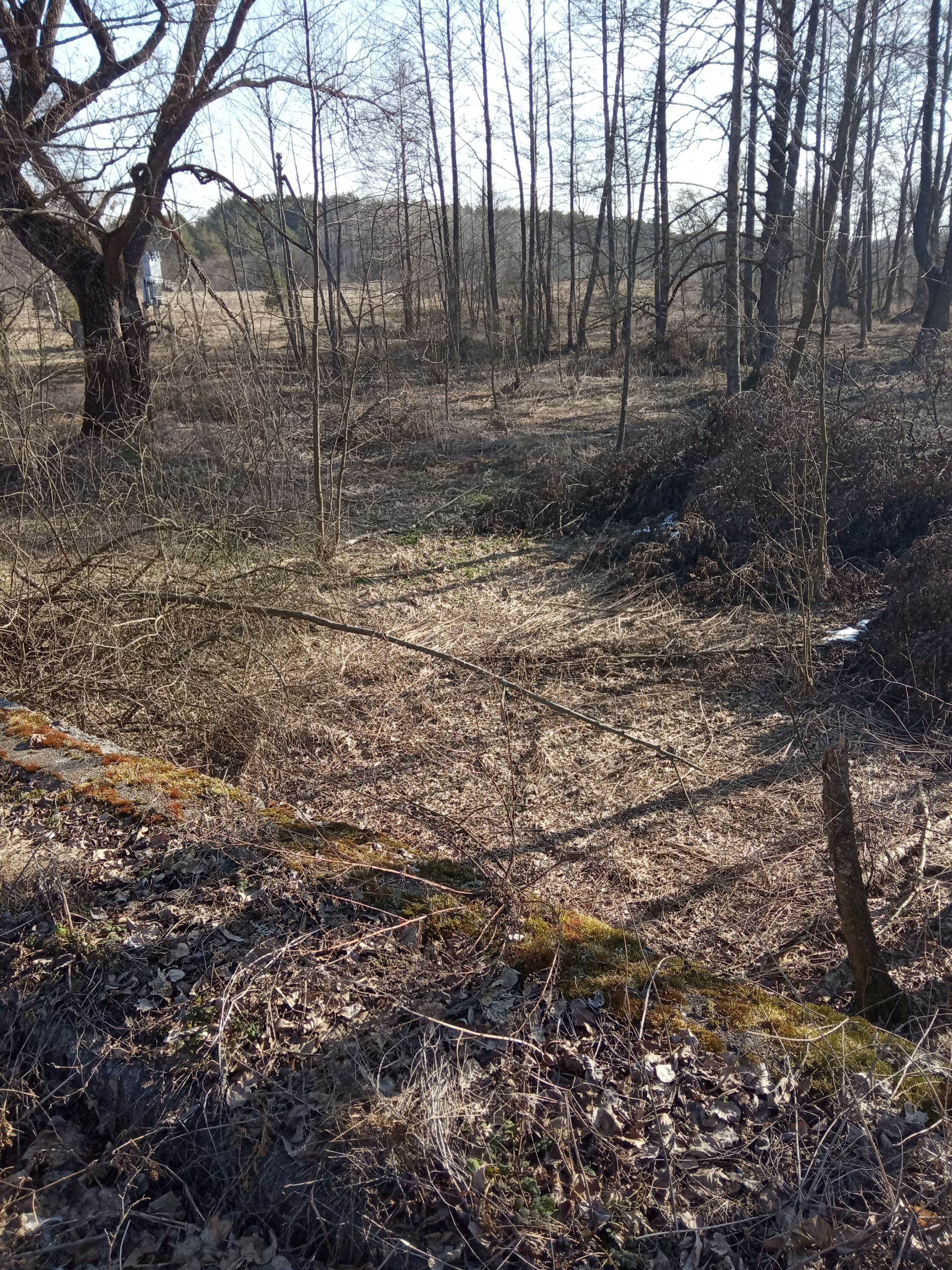
Пересохша річка Вертеч
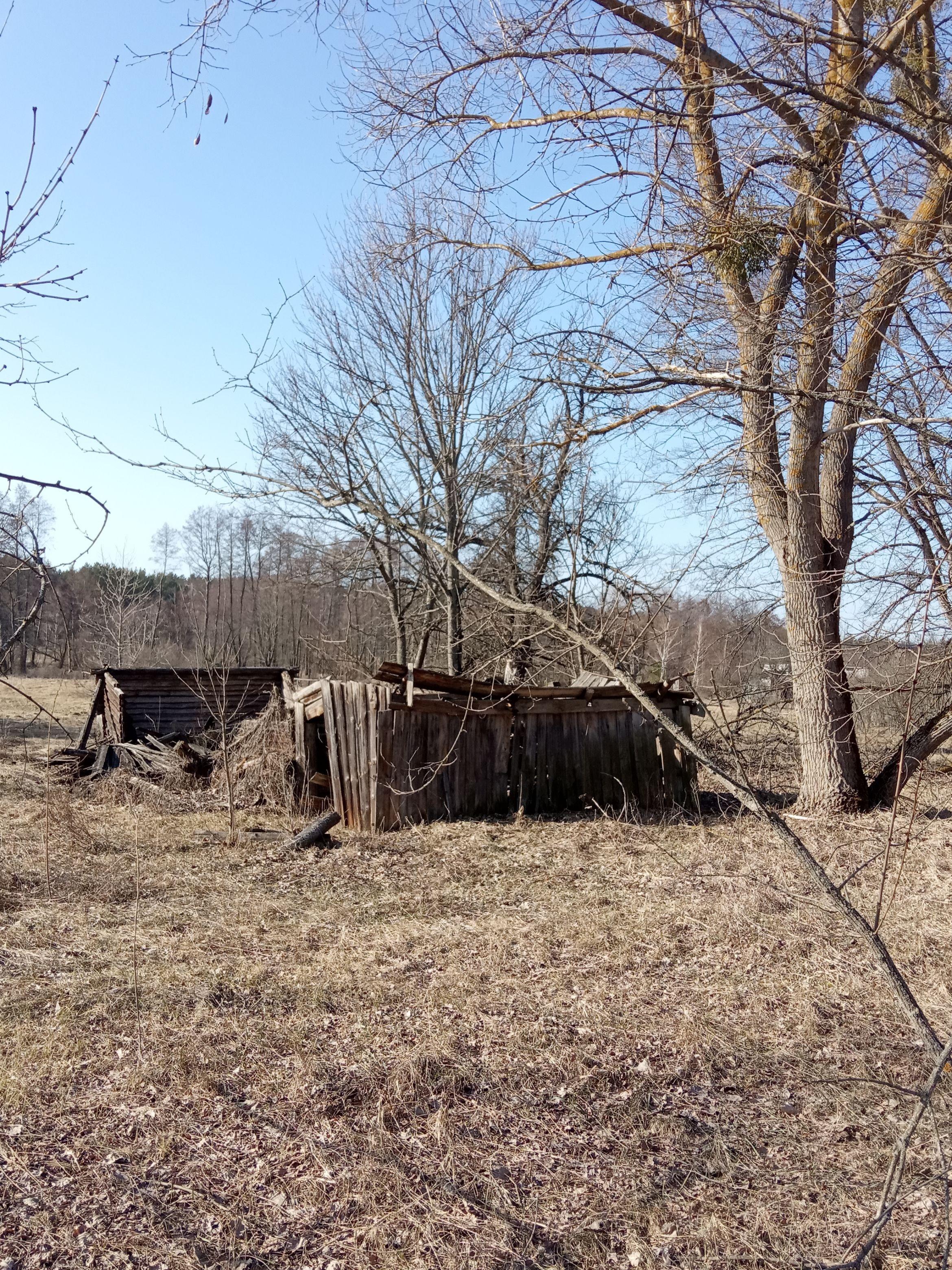
Деякі хати вже в такому стані